# Меланхолия
 Тази статия е за психологическото понятие.  За филма вижте Меланхолия (филм).  
Меланхолия (на гръцки: μελανχολια) е вид човешко настроение, неточно определен вид депресия. Характеризира се с ниски нива на ентусиазъм и желание за активност. В миналото, още от V – IV век пр. Хр. в писания на Хипократ е описвано като болестно състояние, за което са характерни „липса на апетит, униние, безсъние, раздразнителност, безпокойство“. Твърдяло се е и че „скръб и страх, когато траят продължително време, причиняват меланхолия“. В днешно време се смята, че меланхолията е същият феномен, който сега се нарича клинична депресия.
Според старата Хипократова теория за четирите темперамента меланхолията произлиза от нарушаване на равновесието в човешката душа, причинено от преобладаването на вещество, произведено от жлъчката, което чрез кръвта се разпространява в организма.
След откритието на кръвообръщението от Уилям Харви през 1628 тази теория губи значението си.

## Етимология и история на понятието
Думата melancholia в латинския език е заимствана от гръцката μελανχολια. Съставена е от думите melas: черно и khôle: жлъчка и етимологично означава черна жлъчка. Според теорията на Хипократ тялото съдържа четири течности: кръв, лимфа, жълта и черна жлъчка, които определят човешкия темперамент. Ако преобладава кръвта, темпераментът бива сангвиничен, ако това е лимфата – флегматичен, ако жълтата жлъчка е в повече – темпераментът е холеричен, ако това е черната жлъчка – меланхоличен.
Понятието меланхолия е твърде древно и се развива през вековете.
През XII век в куртоазната поезия с меланхолия се отбелязват различни състояния на душата – от дълбока тъга до лудост.
През XIV век в поезията на Гийом дьо Машо това е чувството на ревнивия влюбен, който търси усамотение.
През XVII век значението се свежда до тиха и неопределена, безпричинна тъга.
През XIX век меланхолията означава две неща: унилост поради някаква дълбока липса, която страдащият не може да определи и в клиничния смисъл психическа болест, свързана с дълбоко отчаяние и отпадналост. Меланхолията става синоним на депресия.

### Античност
Преди новата ера меланхолията се свързва със загубата на близък. Върху атическите надгробни стели от IV в. са съхранени изображения на тъгуващи по починал. През VI в. Пенелопа е изобразена в меланхолично очакване на своя съпруг пред стана, на който тъче денем. Аристотел си задава въпроса защо всички изключителни хора, било то философи, политици, поети или хора на изкуството, са меланхолични и страдат от черна жлъчка. Според него и Херкулес вероятно е имал такъв темперамент и древните, разсъждавайки за него, са нарекли епилептичните кризи свещено страдание.
За Хипократ също меланхолията е смущение, предизвикано от черната жлъчка. Той смята, че жлъчката е органът, който причинява това страдание (за съвременната медицина този орган има важна роля в имунната защита).

### Средновековие
Леността – acedia на латински или по-просто казано мързел, е един от седемте смъртни гряха и едно от дяволските изкушения, на което са жертва монасите. Животът на изолираност от света, на бездействие и дълбоката тишина в манастирите довеждат някои служители на църквата до особена одрямалост, безчувственост, леност на ума и унилост.
В началото на XVII век във Великобритания възниква култ към меланхолията. Предполага се, че причините са религиозната несигурност, следствие от английската Реформа и дълбокия интерес към греха, грехопадението и спасението. В музиката негов изразител е Джон Доуланд, който казва за себе си Semper Dowland, semper dolens („Винаги Доуланд, винаги печален“). Уилям Шекспир създава меланхоличния, несговорчив и опасен за своето обкръжение герой принц Хамлет. Още един израз на тази обществена нагласа са обсебените от мисълта за смъртта произведения на Джон Дън. Томас Браун и Джереми Тейлър посвещават многобройни страници на метафизични разсъждения за смъртта. В тази епоха най-дълбоката и най-пълна картина за този феномен от медицинска и литературна гледна точка ни дава Роберт Бъртън. През 1621 той публикува „Анатомия на меланхолията“, книга, в която анализира причините и проявленията на меланхолията и търси средства за лечението ѝ. Той отбелязва и съществуването на религиозната меланхолия. Това съчинение е важен сбор от съществуващите дотогава теории и показва, че меланхолията е била известна. Според Бъртън тя е свързана със загубата на близък човек и с траура. Самият Бъртън е считал себе си за меланхолик.

#### Сплин
В поезията това състояние на меланхолия без определена причина е наречено сплин. Думата е от гръцки произход и на английски означава далак. Въведена е от Джордж Чейн през XVII век. За него меланхолията е естествено състояние на душата, но той предпочита да използва думата сплин. Понятието се появява през XVIII век в творчеството на романтиците от Германия и Великобритания. Гьоте пише романа Страданията на младия Вертер  – също меланхоличен герой. Във Франция терминът добива популярност благодарение на Шарл Бодлер. Един от разделите на неговата стихосбирка Цветя на злото е озаглавен Сплин и Идеал. Сплинът е централен поетичен образ, основно естетическо и емоционално състояние на болезнено отхвърляне на социалната реалност. Състояние, характерно за човешката участ. Поетът му противопоставя идеала и търсенето на красотата.

### XIX век и болестта на века
За XIX век е характерно болезненото състояние, наречено меланхолия. Мюсе говори за болест на века, но от друга страна, повествователят от романа Атала на френския писател Шатобриан смята, че човекът придобива своето съществуване чрез „вечната меланхолия на мисълта“. При Флобер тя присъства като скука, а при Бодлер като spleen. Меланхолията на XIX век е породена от травматизма на отреченото по време на Терора (Франция, 1793 г.) християнство и краха на Френската империя през 1814 г. Това поколение вижда в миналото подвизи, а в бъдещето на новата буржоазна Франция една-единствена перспектива – забогатяването. Меланхолията е енергия, която не може да бъде канализирана, съзнателно използвана и която по тази причина се превръща в черна отрова.
В „Болка за умиране“ (Sygdommen til Døden), а и в „Страх и трепет“ (Frygt og Bæven) Сьорен Обю Киркегор излага философската мисъл, че човекът е съставен от три същности: крайно, безкрайно и връзката между тях. Крайните (сетива, тяло, познание) и безкрайните (парадокс и умението за вяра) съществуват в състояние на противоречие. Тъкмо това противоречие, осъзнало своето съществувание, е индивидуалността. Когато индивидуалността е погубена, нечувствителна или в свръхизобилие, човешката личност е в състояние на отчаяние. Отчаянието, вместо да е агония, е изгубване на индивидуалността.

### ХХ век
Към края на Първата световна Война Зигмунд Фройд пише своята студия Траур и меланхолия (1917), която става ключова при множество по-късни трактовки, сред тях например книгата Черното слънце. Депресия и Меланхолия на Юлия Кръстева. През 1938 г. Жан-Пол Сартр публикува романа си „Погнусата“. Героят Антоан Рокантен живее с чувство на дълбока погнуса към света около него, към действията и работата си и намира убежище във въображението. Франсоаз Саган пише роман „Добър ден, тъга“.